# Ducrosia assadii
Ducrosia assadii är en flockblommig växtart som beskrevs av Alava. Ducrosia assadii ingår i släktet Ducrosia och familjen flockblommiga växter. Inga underarter finns listade i Catalogue of Life.